# Violet (álbum)
Violet es el primer álbum de la banda peruana de indie folk, We The Lion, lanzado por EOG Producciones en 2016.
El álbum tuvo buena acogida de parte del público peruano, obteniendo reconocimiento a nivel nacional e internacional. Aparte de su exitoso sencillo "Found love", en este álbum se desprenden otros éxitos como "So fine", "I want you to know", "All my demons" y "Move along"; que tuvieron buena rotación en las radios locales del Perú.

## Lista de canciones
| N.º | Título               | Duración |  |
| 1.  | «So fine»            | 3:40     |  |
| 2.  | «Found love»         | 3:16     |  |
| 3.  | «You and your heart» | 4:21     |  |
| 4.  | «All my demons»      | 3:42     |  |
| 5.  | «Gone»               | 3:51     |  |
| 6.  | «You are not alone»  | 4:24     |  |
| 7.  | «Move along»         | 3:40     |  |
| 8.  | «I want you to know» | 4:23     |  |
| 9.  | «Go go go»           | 1:07     |  |
| 10. | «Fading»             | 3:15     |  |
| 11. | «Part of the wind»   | 3:43     |  |

## Créditos
- Alonso Briceño: Voz principal, guitarra
- Paul Schabauer: Guitarra
- Sergio López: Bajo
- Fiorella Uceda: Percusión
- Luis Buckley: Ukulele, coros
- Pedro Ávila: Violín
- Masterizado por: Joe LaPorta
- Mezclado y producido por: David Chang